# Emil Henrohn
Emil Staffan Lillebror Henrohn, född 16 juni 1997 i Söraby församling, Kronobergs län, är en svensk artist och TikTok-personlighet. Han blev som femtonåring år 2012 medlem i musikgruppen A*Base, en hyllning till musikgruppen Ace of Base.

## Biografi
2022 fick Henrohn stort genomslag med sketchen och låten "Jag är mamma", som först publicerades på Tiktok. När Medieakademins för första gången inkluderade Tiktok i Maktbarometern toppade Henrohn listan över de mäktigaste på svenska Tiktok. 
År 2023 spelar han rollen som Woof i musikalen Hair på Göta Lejon. Han medverkar också i Melodifestivalen 2023 med bidraget "Mera mera mera", skrivet av honom själv, tillsammans med Jakob Redtzer, Ji Nilsson och Marlene Strand. Bidraget tävlade i den fjärde deltävlingen i Malmö den 25 februari.

## Teater

### Roller
| År   | Roll | Produktion                                       | Regi             | Teater     |
| ---- | ---- | ------------------------------------------------ | ---------------- | ---------- |
| 2023 | Woof | Hair James Rado, Gerome Ragni och Galt MacDermot | Rikard Bergqvist | Göta Lejon |